# گل‌دره (خرم‌آباد)
گل‌دره روستایی از توابع بخش زاغه شهرستان خرم‌آباد در استان لرستان ایران است.

## جمعیت
این روستا در دهستان قائدرحمت قرار دارد و یکی از بزرگترین روستا های این دهستان است ، مردم آن از طایفه قائدرحمت (تیره مسقیالی) هستند. براساس سرشماری مرکز آمار ایران در سال ۱۳۸۵، جمعیت آن ۳۲۴ نفر بوده‌است.